# Młoda kobieta w łóżku
Młoda kobieta w łóżku – obraz autorstwa holenderskiego malarza Rembrandta. Płótno jest sygnowane: „REMBRA(…) F. 164(.)”
Rembrandt wielokrotnie malował portrety dla własnych studiów. Jego modelami były osoby spotykane na ulicach Amsterdamu. Nie inaczej jest w Młodej kobiecie w łóżku. Scena przedstawia dziewczynę w łóżku odchylającą kotarę, być może oczekując kochanka. Takie ujęcie tematu mogło nawiązywać do obrazu Pietera Lastmana, nauczyciela Rembrandta pt. Sara oczekująca oblubieńca i biblijnej postaci Sary. Niektórzy historycy sztuki przedstawioną scenę wiążą z postacią biblijną lub mitologiczną oraz z wcześniejszą pracą malarza: Danae. Dziewczyna w Danae jest wyidealizowana, świadoma swego uroku. W obrazie z National Gallery, dziewczyna zdradza swoje mieszczańskie pochodzenie. Ma duże spracowane ręce, widoczne na pierwszym planie. Jej wyraz twarzy sugeruje raczej jej lęk niż zachętę dla kochanka. Według niektórych hipotez jest to portret Hendrickje Stoffels, służącej i towarzyszki życia Rembrandta.